# Rag'n'Bone Man
Rory Charles Graham (* 29. ledna 1985, Uckfield, East Sussex, Anglie), profesionálně známý jako Rag'n'Bone Man, je anglický zpěvák, který se proslavil v roce 2016 se svou písní „Human“.

## Život
Graham navštěvoval školu Ringmer Community College, ze které byl vyloučen a poté se zapsal na Uckfield Community Technology College. Je ženatý a má syna Reubena (2017).

## Hudební kariéra

### 2000–2010
Když se Graham přestěhoval do Brightonu, tak jej kamarád Gi3mo přizval do zakládané kapely Rum Committee, kde si vymyslel pseudonym Rag 'n' Bone. Potom začal hrát v Slip-jam B, kde se setkal lidmi, kteří mu pomohli nastartovat hudební kariéru. V příštích pár letech doprovázeli hip hop umělce Pharoahe Monch a KRS-One na koncertech v Brighton Concorde 2 a vydali vlastní album Boozetown u Bandcamp.

### 2011–2015
V roce 2011 Graham začal spolupracovat s anglickým hip-hop vydavatelstvím High Focus. Krátce poté Graham začal spolupracovat s nahrávacím producentem Markem Crewem, který v té době pracoval s Bastille na debutovém albu Bad Blood. V roce 2013 Graham podepsal smlouvu s Warner Chappell, která mu umožnila pokračovat v hudební kariéře na plný úvazek.
V roce 2014, ve spolupráci s Markem Crewem, Graham vydal EP Wolves prostřednictvím Best Laid Plans Records, který obsahoval devět skladeb s hosty včetně rappera Vince Staples, Stig Of The Dump a Kate Tempest.
V roce 2015 vydal Disfigured EP, hlavní skladba „Bitter End“ byla hrána na BBC Radio 1 Xtra a přidána do playlistu „In New Music We Trust“ BBC Radio 1.

### 2016–současnost
Svůj první singl „Human“ vydal v červenci 2016 u Columbia Records. Dostal se na první místa v oficiálních žebříčcích v Rakousku, Německu, Belgii a Švýcarsku.
Píseň „Human“ byla použita jako hlavní píseň v Amazon Prime serii Oasis. Píseň byla také použita v oficiálním traileru pro EA, videohry BioWare Mass Effect: Andromeda a také pro trailer k filmu Děkuji za vaše služby (2017).
Dne 10. února 2017 vydal první debutové album Human. Album otevírá píseň „Human“, obsahuje singl „Skin“ a další. Český hudební web iREPORT počin pochválil, autor recenze však zpěvákovi vytkl absenci překvapivosti a rafinovanosti v aranžích. Album Human vyhrálo BBC Music Awards za Britské album 2017, a Graham byl nominován na Umělce roku.
Později spolupracoval s Gorillaz na songu „The Apprentice“ a také na písni Broken People pro soundtrack filmu Bright. V lednu 2019 se Graham a Calvin Harris drželi na druhém místě žebříčku UK Singles Chart se společným songem Giant po dobu pěti týdnů.

## Diskografie
- Human (2017)
- Life by Misadventure (2021)
- What Do You Believe In? (2024)